# Wales & Edwards

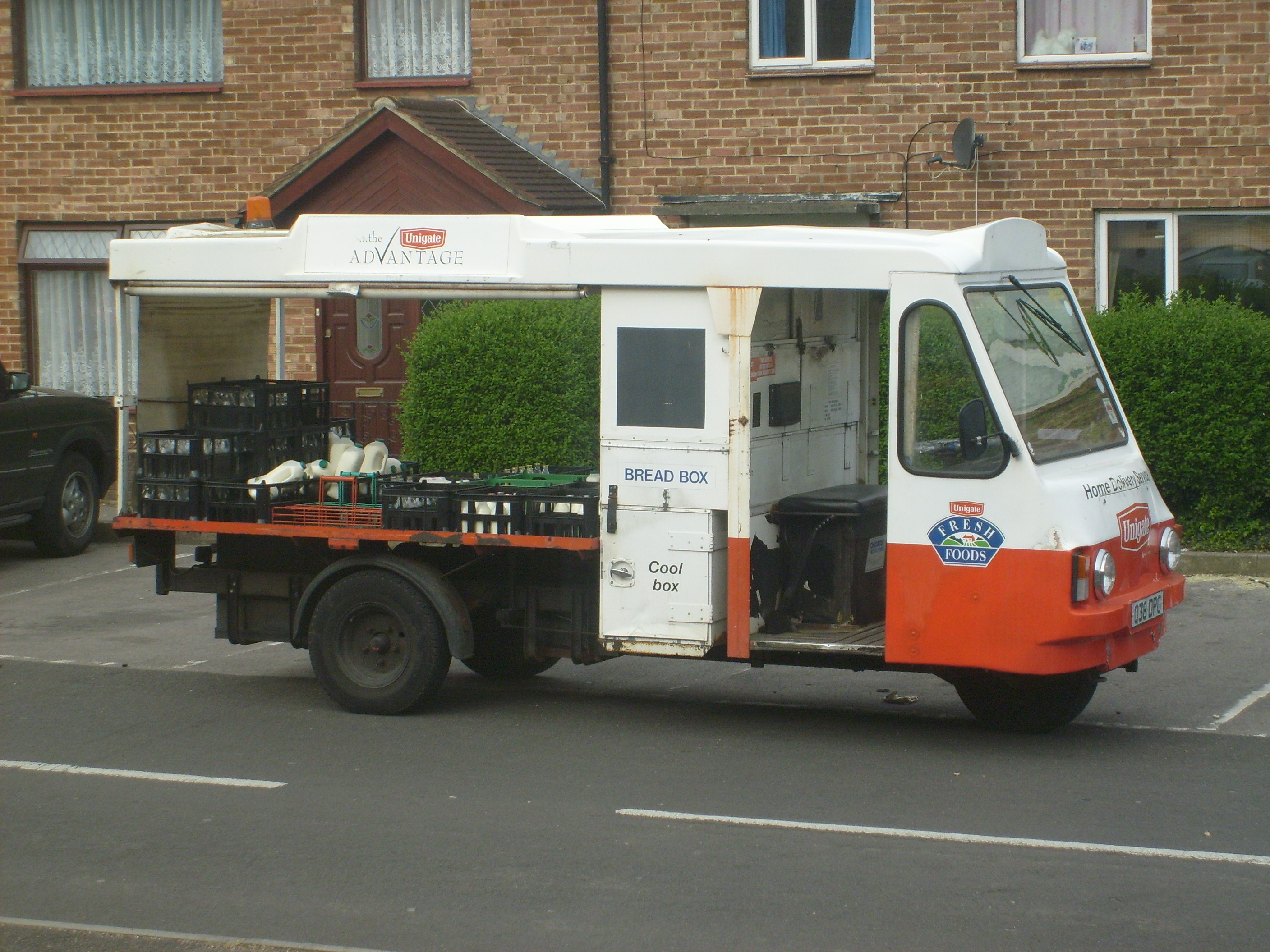
Ein Wales & Edwards Rangemaster Milk float des britischen Unternehmens Dairy Crest, noch mit dem Design der Vorbesitzergesellschaft Unigate.

Wales & Edwards war ein britischer Hersteller von Milk floats, wörtlich „Milchflößen“, Lieferfahrzeugen mit Elektroantrieb für Frischmilch. Das Unternehmen war bekannt für ihre Dreiradwagen. Es war eines der ältesten Herstellerunternehmen für Milk floats und produzierte von den 1940er bis zu den frühen 1990er Jahren. Zu den Kunden gehörten die Unternehmen United Dairies, die später als Unigate firmierte, und in den frühen Jahren Express Dairies. Das noch verbreitetste Modell ist der Rangemaster.